# Općina Butel
Butel (makedonski: Бутел) je jedna od 10 općina koje tvore grad Skoplje, glavni grad Sjeverne Makedonije.
U ovoj općini se nalazi gradsko groblje Butel, u kojem je navodno i grob  Georgiosa Zorbasa. Georgios Zorbas je bio stvarna osoba, na osnovu kojeg je grčki književnik Nikos Kazantzakis ocrtao lik Aleksiosa Zorbasa, glavnog lika svoje novele Grk Zorba, koja je posližila kao scenarij za filma Grk Zorba.

## Zemljopisne odlike
Općina Butel graniči sa; Općinom Gazi Baba na jugoistoku, Općinom Čair na jugu, Općinom Karpoš i Općinom Šuto Orizari na jugozapadu, Općinom Čučer-Sandevo na sjeverozapadu, i Općinom Lipkovo na sjeveroistoku.

## Stanovništvo
Po posljednjem službenom popisu 2002 općina Butel imala je 36 154 stanovnika.

## Vanjske poveznice
- Općine Sjeverne Makedonije